# Dekolonisation

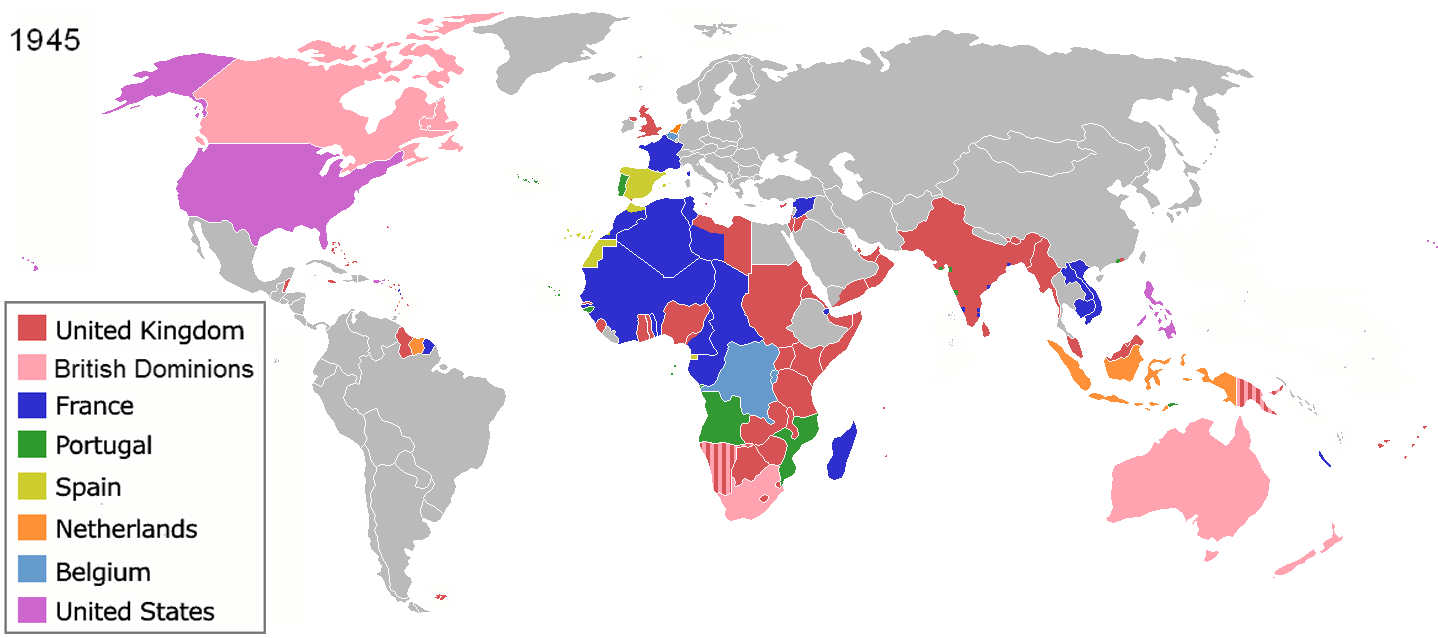
Kolonialmächte und Kolonialgebiete 1945

Unter Dekolonisation (auch Entkolonialisierung, Entkolonisierung, Entkolonisation, Dekolonisierung und Dekolonialisierung genannt) werden die Ablösungsprozesse verstanden, die zum Ende einer kolonialen Herrschaft führen, sowie die dem Erlangen der staatlichen Unabhängigkeit folgenden sozialen, wirtschaftlichen und kulturellen Entwicklungen.
Der Begriff wurde 1932 von dem Staatswissenschaftler Moritz Julius Bonn geprägt.
Der Zweite Weltkrieg gab den Anstoß zu einer weltweiten Dekolonisierung, in der Indien (1947), Indonesien (1945) und später die britischen, portugiesischen und französischen Kolonien in Afrika ihre Selbständigkeit erlangten. Im Zuge dieser Entwicklung wurden von den 1940er Jahren bis 2002 120 Kolonien und abhängige Territorien von den Kolonialmächten unabhängig. Die Staaten Zentralasiens erlangten mit dem Zerfall der Sowjetunion (1991) ihre Unabhängigkeit.

## Begriff
Moritz Julius Bonn führte den Begriff im Jahre 1932 in seinem Werk Economics and politics folgendermaßen ein: „All over the world a period of countercolonization began, and decolonization is rapidly proceeding.“
Im weiteren Sinne bezeichnet Dekolonisation einen Prozess, der bereits lange vor dem Höhepunkt der Aufteilung der Welt unter den Kolonialmächten in der Zeit des Imperialismus begann, insbesondere mit dem Unabhängigkeitskrieg der Vereinigten Staaten von Amerika (1775–1783) und der Unabhängigkeit der spanischen Kolonien auf dem amerikanischen Doppelkontinent (1813–1824).

## Geschichte

### Asien

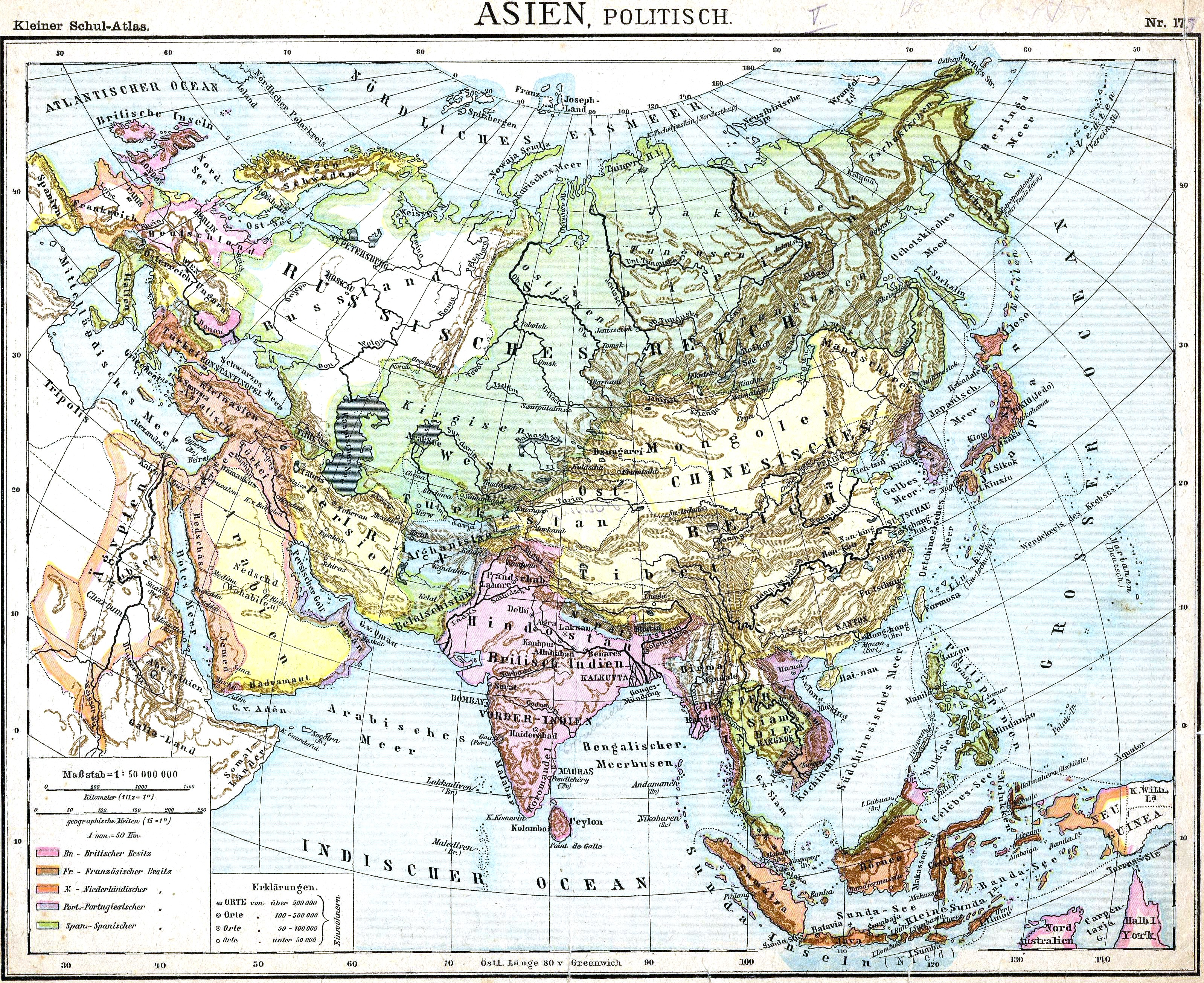
Asien im Jahr 1899

Die Dekolonisation des 20. Jahrhunderts wurzelt bereits in der Zeit des Ersten Weltkrieges. Die Entwicklung begann in Asien, insbesondere in Britisch-Indien, den heutigen Staaten Indien, Pakistan und Bangladesch. Dort hatte sich bereits früh eine Nationalbewegung gebildet, die sich zunehmend als progressiv-antikolonial verstand. Nach dem Ersten Weltkrieg gelangte mit Mahatma Gandhi eine charismatische Leitfigur an deren Spitze. Der bereits 1885 gegründete Indische Nationalkongress fungierte als organisatorische Klammer dieser Unabhängigkeitsbewegung und gewann in den 1920er zunehmend an Einfluss. Dass diese hinduistische Nationalbewegung weder ein Konzept für den Umgang mit anderen Religionen noch mit der britischen Kolonialverwaltung hatte, führte zu Konflikten auch innerhalb der Bewegung, die sich ab Ende der 1920er Jahre verschärften. Nach anfänglichen Versuchen der Unterdrückung verlegte sich die britische Kolonialverwaltung auf das Unterstützen kooperationsbereiter Fraktionen. Die Nationalbewegung reagierte darauf, indem sie Strömungen in ihren Reihen unterdrückte, die nicht zu Kompromissen mit den Briten bereit waren. Außerdem verstärkten sich die Intoleranz des Nationalkongresses gegenüber Moslems sowie der Personenkult um Gandhi.
In Südostasien konnten die Bewegungen an die vorkoloniale Staatlichkeit anknüpfen und die Religionen als Identifikationskerne nutzen. Zunächst verfolgten nur kleinere Gruppen Gebildeter die nationale Idee. 1920 bis 1930 erfolgte in allen südostasiatischen Staaten der Aufstieg von Nationalbewegungen zu größeren Organisationen, die zunächst meist auf Kooperation mit den Kolonialbehörden ausgerichtet waren. Im Zuge der Weltwirtschaftskrise ab 1929 kam es zu einer Radikalisierung, die zu Aufständen, Revolten, Parteigründungen und schließlich zu Kolonialkrisen führte. Während des Zweiten Weltkriegs förderte die japanische Besatzungsmacht mit panasiatischer Propaganda die Unabhängigkeitsbewegungen in Süd- und Südostasien, die auch nach der japanischen Niederlage anhielten. In Burma, Laos, Vietnam, Kambodscha und vor allem in Indonesien hinterließen die Japaner ihre Waffen den Unabhängigkeitskämpfern, die sich nach 1945 der Restauration der britischen, französischen und niederländischen Kolonialherrschaft widersetzten.
Zentralasien war ab dem 18. Jahrhundert vom Russischen Zarenreich kolonisiert worden. Auf diesem Gebiet wurde später das Generalgouvernement Turkestan (1868) sowie das Generalgouvernement der Steppe (1882) gegründet. Speziell das heutige Kasachstan entwickelte sich im Zuge der russischen Eroberung zu einer Siedlungskolonie von Europäern – namentlich von Russen und Ukrainern sowie in geringerer Zahl auch von Deutschen –, deren Bevölkerungsanteil zeitweise den der Kasachen überstieg. (Der Anteil der deutschen Bevölkerung erhöhte sich 1941 im Zuge der Zwangsumsiedlung der Wolgadeutschen sprunghaft.) Nach der Gründung der Sowjetunion wurden in Zentralasien in den 1920er Jahren eigenständige Sowjetrepubliken gegründet und die verschiedenen Turksprachen sowie Tadschikisch in der jeweiligen Sowjetrepublik zur Amtssprache neben dem Russischen erhoben, das jedoch weiterhin das öffentliche Leben dominierte. Mit dem Zerfall der Sowjetunion im Jahre 1991 erlangten Kasachstan, Kirgisistan, Usbekistan, Turkmenistan und Tadschikistan ihre staatliche Unabhängigkeit.
Die russische Kolonisierung des Südkaukasus hatte ebenfalls im 18. Jahrhundert begonnen; allerdings wurde dieses Gebiet nie verstärkt von Russen besiedelt. 1918 erlangten Georgien, Armenien und Aserbaidschan mit dem Ende der Zarenzeit kurzzeitig ihre Unabhängigkeit. Armenien und Aserbaidschan wurden jedoch bereits 1920, Georgien 1921 von der Roten Armee besetzt und 1922 von der Sowjetunion annektiert. Sie bildeten zunächst die Transkaukasische Sozialistische Föderative Sowjetrepublik, wurden aber 1936 in jeweils eigenständige Sowjetrepubliken überführt. Erst mit dem Zerfall der UdSSR erlangten die drei Länder im Jahre 1991 ihre endgültige Unabhängigkeit.
Demgegenüber bildet der je nach Abgrenzung Europa oder Asien zugerechnete Nordkaukasus, der ebenfalls ab dem 18. Jahrhundert durch das Russische Zarenreich kolonisiert worden war, allerdings erst im Zuge des Kaukasuskrieges (1817–1864) endgültig unter russische Kontrolle gebracht wurde, bis heute als Föderationskreis Nordkaukasus einen integralen Bestandteil der Russischen Föderation. Die Region wird jedoch seit 1991 von Unruhen erschüttert, die zum Ersten (1994–1996) und Zweiten Tschetschenienkrieg (1999–2009) eskalierten. Die im Ersten Tschetschenienkrieg erfolgte Abspaltung Tschetscheniens von Russland wurde im Zuge des Zweiten Tschetschenienkrieges wieder rückgängig gemacht.
Auch Sibirien, das bereits ab dem 16. Jahrhundert von Russland kolonisiert worden war, gehört nach wie vor zum russischen Staatsgebiet. Hier bestehen Bestrebungen zu einer stärkeren Föderalisierung.

### Afrika

Chronologie der Unabhängigkeit afrikanischer Länder

In Afrika verlief die Entwicklung ähnlich wie in Asien, aber später. Eine Politisierung und Formierung in Verbänden und Parteien erfolgte erst nach 1945. Ihre Führer traten zwar traditionell auf, stützen sich aber auf westliche Ideologien. Die Eliten waren viel kleiner als in Asien und fester mit den Institutionen des Kolonialsystems verbunden. Eine der frühesten Bewegungen dieser Art bildete sich ab 1947 in Ghana unter Kwame Nkrumah. Der britische Versuch, ähnlich wie in Indien kooperationsbereite Kräfte einzubinden, führte zu einer Stärkung Nkrumahs gegen innere Gegner. In Nigeria entwickelte sich keine Sammlungsbewegung, sondern verschiedene streitende Regionalnationalismen, wie es in den meisten afrikanischen Ländern typisch für den Nationalismus war. Vielfach formierten sich Stammesverbände erst während der Dekolonisation. Ausnahmen gab es nur dort, wo charismatische Figuren (Ghana, Kenia) oder der Bezug auf europäische Ideologien (Tanganjika) hervortraten. Das Jahr 1960, in dem die meisten afrikanischen Staaten die Unabhängigkeit erlangten, gilt als das Schlüsseljahr der Dekolonisation Afrikas und wird als „Afrikanisches Jahr“ bezeichnet.

### Ergebnisse und Folgeentwicklungen
Innerhalb der zwei Jahrzehnte nach dem Zweiten Weltkrieg wurden 50 Kolonien in die formale Unabhängigkeit entlassen. Der Grundstein dafür war während des Krieges gelegt worden, als die Kolonialmächte weder finanziell noch politisch oder militärisch ihre Kontrolle über die Kolonien sichern konnten. Dazu kamen die während des Krieges versprochenen „Belohnungen“ in Form größerer Selbstbestimmung für die Kriegsbeteiligung von einheimischen Truppen aus den Kolonien.
Soziale Träger der Entkolonialisierung waren meist lokale Eliten, die untere Funktionen in der Kolonialverwaltung besetzten und durch fehlende Aufstiegschancen frustriert waren. Die Grenzziehung in Afrika geschah ohne Rücksichtnahme auf ethnische Siedlungsräume. In etlichen Staaten wurden Personen unterschiedlicher ethnischer Zugehörigkeit zusammengefasst. Diese Zersplitterung ethnischer Gruppen war Ursache für ethnische Konflikte, die zumeist noch bis heute andauern.
Nach dem Rückzug der Kolonialstaaten kam es in vielen ehemaligen Kolonien zu heftigen, oft kriegerischen Auseinandersetzungen innerhalb der Nationalbewegungen oder zwischen verschiedenen Ethnien. Wo die Nationalbewegung eine charismatische Führerfigur hatte, entwickelte sich häufig ein Personenkult. Eine institutionelle Trennung zwischen Staat und Führungspersonal blieb meist aus. Anfängliche Mehrparteiensysteme wandelten sich oft zu Einparteienherrschaften, die den Alleinherrscher stützten. Wichtigster Machtfaktor war meist das Militär, das sich auf ein europäisch ausgebildetes Offizierskorps stützte und in vielen Fällen von einer Ethnie dominiert wurde.
Oft blieben politische, soziokulturelle und ökonomische Bindungen zur ehemaligen Kolonialmacht weitestgehend bestehen. Bis heute fühlen sich die ehemaligen Kolonialmächte ihren Kolonien eng verbunden und beanspruchen ein besonderes Mitspracherecht für diese Staaten auf der internationalen Ebene. Zugleich bleiben viele ehemalige Kolonien als sogenannte Entwicklungsländer in Abhängigkeit von der ehemaligen Kolonialmacht.
Aus diesem Grund bleibt auch nach der Kolonialzeit vielfach Streit. Dabei geht es „um die Neugestaltung des Zusammenlebens, um Heimat- und Identitätsgefühle, Nationalismus, Migration und Tourismus, neue Sklaverei und Rohstoffe für unsere digitale Zukunft“. – Diesem Sachverhalt und den damit verbundenen Fragen widmete Deutschlandradio mit seinen drei Programmen im Jahr 2020 ein Forum: Unter dem Titel „Eine Welt 2.0 – Dekolonisiert euch!“ wurde eine ganze Reihe Beiträge publiziert, in denen Experten und Wissenschaftlerinnen sowie Hörerinnen und Hörer zu Wort kamen. Die Beiträge erschienen im Sendeformat „Denkfabrik“, einem Projekt, bei dem Zuhörende zuvor die Möglichkeit haben, das Thema zu bestimmen.

## Chronologie der Unabhängigkeit der ehemaligen Kolonien
| Land                         | Unabhängigkeitsjahr | Unabhängigkeit von                 | Kontinent      |
| Bis 1800                     | Bis 1800            | Bis 1800                           | Bis 1800       |
| ---------------------------- | ------------------- | ---------------------------------- | -------------- |
| Vereinigte Staaten           | 1776                | Großbritannien                     | Nordamerika    |
| 1800–1899                    |                     |                                    |                |
| Haiti                        | 1804                | Frankreich                         | Zentralamerika |
| Mexiko                       | 1810                | Spanien                            | Nordamerika    |
| Kolumbien                    | 1810                | Spanien                            | Südamerika     |
| Paraguay                     | 1811                | Spanien                            | Südamerika     |
| Venezuela                    | 1811                | Spanien                            | Südamerika     |
| Argentinien                  | 1816                | Spanien                            | Südamerika     |
| Chile                        | 1818                | Spanien                            | Südamerika     |
| Ecuador                      | 1821                | Spanien                            | Südamerika     |
| Peru                         | 1821                | Spanien                            | Südamerika     |
| Costa Rica                   | 1821                | Spanien                            | Zentralamerika |
| Guatemala                    | 1821                | Spanien                            | Zentralamerika |
| Honduras                     | 1821                | Spanien                            | Zentralamerika |
| Nicaragua                    | 1821                | Spanien                            | Zentralamerika |
| Brasilien                    | 1822                | Portugal                           | Südamerika     |
| Bolivien                     | 1825                | Spanien                            | Südamerika     |
| Uruguay                      | 1825                | Brasilien                          | Südamerika     |
| El Salvador                  | 1838                | Zentralamerikanische Konföderation | Zentralamerika |
| Liberia                      | 1847                | Vereinigte Staaten                 | Afrika         |
| Kuba                         | 1898 (nominell)     | Spanien                            | Zentralamerika |
| 1900–1999                    |                     |                                    |                |
| Kuba                         | 1902 (faktisch)     | Vereinigte Staaten                 | Zentralamerika |
| Panama                       | 1903                | Kolumbien                          | Zentralamerika |
| Ägypten                      | 1922                | Vereinigtes Königreich             | Afrika         |
| Philippinen                  | 1946                | Vereinigte Staaten                 | Asien          |
| Indien                       | 1947                | Vereinigtes Königreich             | Asien          |
| Burma                        | 1948                | Vereinigtes Königreich             | Asien          |
| Ceylon                       | 1948                | Vereinigtes Königreich             | Asien          |
| Indonesien                   | 1949                | Niederlande                        | Asien          |
| Laos                         | 1949                | Frankreich                         | Asien          |
| Libyen                       | 1951                | Italien                            | Afrika         |
| Kambodscha                   | 1953                | Frankreich                         | Asien          |
| Vietnam                      | 1954                | Frankreich                         | Asien          |
| Sudan                        | 1956                | Vereinigtes Königreich             | Afrika         |
| Marokko                      | 1956                | Frankreich                         | Afrika         |
| Tunesien                     | 1956                | Frankreich                         | Afrika         |
| Ghana                        | 1957                | Vereinigtes Königreich             | Afrika         |
| Guinea                       | 1958                | Frankreich                         | Afrika         |
| Madagaskar                   | 1960                | Frankreich                         | Afrika         |
| Mauretanien                  | 1960                | Frankreich                         | Afrika         |
| Mali                         | 1960                | Frankreich                         | Afrika         |
| Niger                        | 1960                | Frankreich                         | Afrika         |
| Tschad                       | 1960                | Frankreich                         | Afrika         |
| Zentralafrikanische Republik | 1960                | Frankreich                         | Afrika         |
| Demokratische Republik Kongo | 1960                | Belgien                            | Afrika         |
| Republik Kongo               | 1960                | Frankreich                         | Afrika         |
| Gabun                        | 1960                | Frankreich                         | Afrika         |
| Kamerun                      | 1960                | Frankreich, Vereinigtes Königreich | Afrika         |
| Nigeria                      | 1960                | Vereinigtes Königreich             | Afrika         |
| Togo                         | 1960                | Frankreich                         | Afrika         |
| Benin                        | 1960                | Frankreich                         | Afrika         |
| Burkina Faso                 | 1960                | Frankreich                         | Afrika         |
| Elfenbeinküste               | 1960                | Frankreich                         | Afrika         |
| Senegal                      | 1960                | Frankreich                         | Afrika         |
| Somalia                      | 1960                | Italien, Vereinigtes Königreich    | Afrika         |
| Kuwait                       | 1961                | Vereinigtes Königreich             | Asien          |
| Sierra Leone                 | 1961                | Vereinigtes Königreich             | Afrika         |
| Südafrika                    | 1961                | Vereinigtes Königreich             | Afrika         |
| Tanganjika                   | 1961                | Vereinigtes Königreich             | Afrika         |
| Algerien                     | 1962                | Frankreich                         | Afrika         |
| Samoa                        | 1962                | Neuseeland                         | Ozeanien       |
| Uganda                       | 1962                | Vereinigtes Königreich             | Afrika         |
| Ruanda                       | 1962                | Belgien                            | Afrika         |
| Burundi                      | 1962                | Belgien                            | Afrika         |
| Trinidad und Tobago          | 1962                | Vereinigtes Königreich             | Südamerika     |
| Kenia                        | 1963                | Vereinigtes Königreich             | Afrika         |
| Malaysia                     | 1963                | Vereinigtes Königreich             | Asien          |
| Sansibar                     | 1963                | Vereinigtes Königreich             | Afrika         |
| Sambia                       | 1964                | Vereinigtes Königreich             | Afrika         |
| Malawi                       | 1964                | Vereinigtes Königreich             | Afrika         |
| Gambia                       | 1965                | Vereinigtes Königreich             | Afrika         |
| Malediven                    | 1965                | Vereinigtes Königreich             | Asien          |
| Singapur                     | 1965                | Malaysia                           | Asien          |
| Botswana                     | 1966                | Vereinigtes Königreich             | Afrika         |
| Lesotho                      | 1966                | Vereinigtes Königreich             | Afrika         |
| Guyana                       | 1966                | Vereinigtes Königreich             | Südamerika     |
| Swasiland (Eswatini)         | 1968                | Vereinigtes Königreich             | Afrika         |
| Äquatorialguinea             | 1968                | Spanien                            | Afrika         |
| Mauritius                    | 1968                | Vereinigtes Königreich             | Afrika         |
| Nauru                        | 1968                | Australien                         | Ozeanien       |
| Fidschi                      | 1970                | Vereinigtes Königreich             | Ozeanien       |
| Bahrein                      | 1971                | Vereinigtes Königreich             | Asien          |
| Katar                        | 1971                | Vereinigtes Königreich             | Asien          |
| Vereinigte Arabische Emirate | 1971                | Vereinigtes Königreich             | Asien          |
| Bahamas                      | 1973                | Vereinigtes Königreich             | Zentralamerika |
| Guinea-Bissau                | 1974                | Portugal                           | Afrika         |
| Angola                       | 1975                | Portugal                           | Afrika         |
| Mosambik                     | 1975                | Portugal                           | Afrika         |
| Kap Verde                    | 1975                | Portugal                           | Afrika         |
| Komoren                      | 1975                | Frankreich                         | Afrika         |
| Papua-Neuguinea              | 1975                | Australien                         | Asien          |
| São Tomé und Príncipe        | 1975                | Portugal                           | Afrika         |
| Suriname                     | 1975                | Niederlande                        | Südamerika     |
| Seychellen                   | 1976                | Vereinigtes Königreich             | Afrika         |
| Westsahara                   | 1976                | Spanien                            | Afrika         |
| Dschibuti                    | 1977                | Frankreich                         | Afrika         |
| Simbabwe                     | 1980                | Vereinigtes Königreich             | Afrika         |
| Belize                       | 1981                | Vereinigtes Königreich             | Zentralamerika |
| Kanada                       | 1982                | Vereinigtes Königreich             | Nordamerika    |
| Australien                   | 1986                | Vereinigtes Königreich             | Ozeanien       |
| Marshallinseln               | 1986                | Vereinigte Staaten                 | Ozeanien       |
| Neuseeland                   | 1986                | Vereinigtes Königreich             | Ozeanien       |
| Namibia                      | 1990                | Südafrika                          | Afrika         |
| Mikronesien                  | 1991                | Vereinigte Staaten                 | Ozeanien       |
| Palau                        | 1994                | Vereinigte Staaten                 | Ozeanien       |

## Filme
- Entkolonisieren. Dreiteiliger Dokumentationsfilm von Karim Miské und Marc Ball für Arte (Frankreich 2019)
- Die 317. Sektion
- Flucht aus der Hölle (1960)
- Das schwarze Bataillon
- Geschwader Fledermaus
- Non oder Der vergängliche Ruhm der Herrschaft
- Ein portugiesischer Abschied
- Schlacht um Algier
- Kanonenboot am Yangtse-Kiang